# Bouzeron
Pour le vin, voir Bouzeron (AOC).
Bouzeron est une commune française située dans le département de Saône-et-Loire en région Bourgogne-Franche-Comté.

## Géographie
Ce village viticole est situé à proximité de Chagny, et à environ 15-20 kilomètres de Beaune et 25 kilomètres de Chalon-sur-Saône.

### Géologie et relief
Le socle date de l'ère primaire, des séries marines se sont déposées ensuite à l'ère secondaire, les remplissages des bassins continentaux se sont faites à l'ère tertiaire et les formations superficielles élaborées au tertiaire et au Quaternaire.
Le sous-sol géologique du val de Bouzeron : le fond de la vallée est constitué par des calcaires durs. À l'entrée de cette vallée, en sortant de Chagny, on rencontre un court passage de marnes, puis les niveaux de base du Rauracien ou faciès calcaire de l'Oxfordien. Ce sont des calcaires oolithiques ou graveleux, avec intercalations de quelques niveaux à chailles. Ils sont en contact par un accident, une faille avec les formations du Callovien puis, au-dessous, du Bathonien supérieur. Si les bancs sont minces par le Callovien, (dalle nacrée de Beaune), ils sont très épais pour les assises supérieures du Bathonien. Les deux coteaux qui enserrent la vallée sont de nature rocheuse ininterrompue. On y retrouve toutefois des bancs de marnes intercalés et affleurant en bordure du coteau. Ce sont donc ces coteaux de marnes argoviennes, ou faciès marneux de l'Oxfordien, qui supportent le vignoble.
Toutes les sols sont argilo-calcaires. Le vignoble et le village présentent un escarpement divers selon les endroits, mais en moyenne assez pentu.

### Hydrographie
Le cours d'eau est nommé le Nantil (périodique).

### Climat
Pour des articles plus généraux, voir Climat de la Bourgogne-Franche-Comté et Climat de Saône-et-Loire.
En 2010, le climat de la commune est de type climat océanique dégradé des plaines du Centre et du Nord, selon une étude du Centre national de la recherche scientifique s'appuyant sur une série de données couvrant la période 1971-2000. En 2020, Météo-France publie une typologie des climats de la France métropolitaine dans laquelle la commune est exposée à un climat océanique altéré et est dans la région climatique Bourgogne, vallée de la Saône, caractérisée par un bon ensoleillement (1 900 h/an), un été chaud (18,5 °C), un air sec au printemps et en été et des vents faibles.
Pour la période 1971-2000, la température annuelle moyenne est de 10,8 °C, avec une amplitude thermique annuelle de 17,7 °C. Le cumul annuel moyen de précipitations est de 835 mm, avec 12,1 jours de précipitations en janvier et 7,5 jours en juillet. Pour la période 1991-2020, la température moyenne annuelle observée sur la station météorologique de Météo-France la plus proche, « La Rochepot », sur la commune de La Rochepot à 8 km à vol d'oiseau, est de 10,6 °C et le cumul annuel moyen de précipitations est de 849,5 mm. 
La température maximale relevée sur cette station est de 39 °C, atteinte le 12 août 2003 ; la température minimale est de −21 °C, atteinte le 9 janvier 1985,,.
Les paramètres climatiques de la commune ont été estimés pour le milieu du siècle (2041-2070) selon différents scénarios d'émission de gaz à effet de serre à partir des nouvelles projections climatiques de référence DRIAS-2020. Ils sont consultables sur un site dédié publié par Météo-France en novembre 2022.

## Urbanisme

### Typologie
Au 1er janvier 2024, Bouzeron est catégorisée commune rurale à habitat dispersé, selon la nouvelle grille communale de densité à sept niveaux définie par l'Insee en 2022.
Elle est située hors unité urbaine et hors attraction des villes,.

### Occupation des sols
L'occupation des sols de la commune, telle qu'elle ressort de la base de données européenne d’occupation biophysique des sols Corine Land Cover (CLC), est marquée par l'importance des territoires agricoles (56,4 % en 2018), en augmentation par rapport à 1990 (52,1 %). La répartition détaillée en 2018 est la suivante : cultures permanentes (33,1 %), forêts (26 %), zones agricoles hétérogènes (23,3 %), milieux à végétation arbustive et/ou herbacée (17,6 %). L'évolution de l’occupation des sols de la commune et de ses infrastructures peut être observée sur les différentes représentations cartographiques du territoire : la carte de Cassini (XVIIIe siècle), la carte d'état-major (1820-1866) et les cartes ou photos aériennes de l'IGN pour la période actuelle (1950 à aujourd'hui).

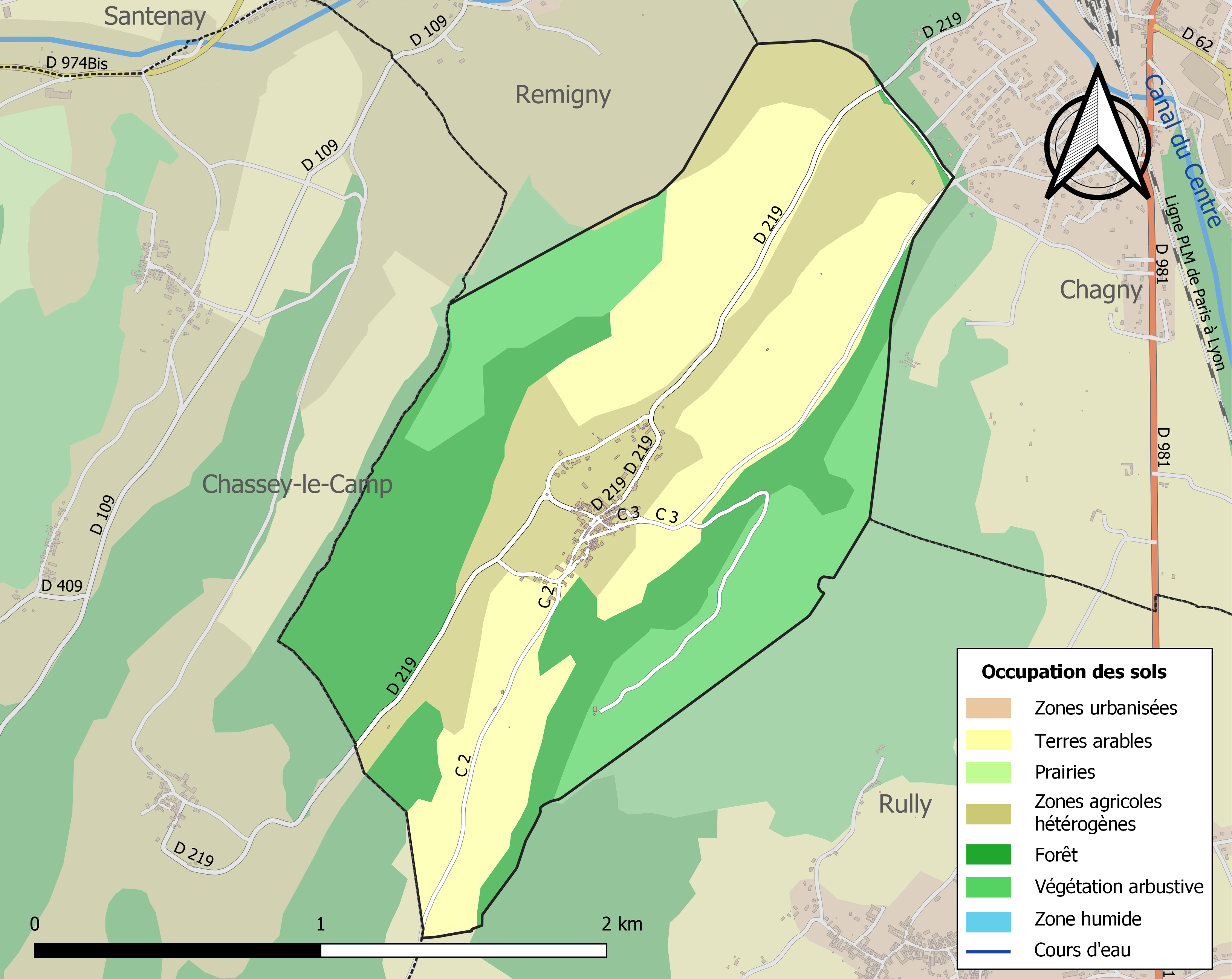
Carte des infrastructures et de l'occupation des sols de la commune en 2018 (CLC).

## Toponymie
Autrefois appelé Boserontis villa.

## Histoire

### Antiquité
Il existe des vestiges d'un camp attribué aux Romains et d'un monastère.

### Moyen Âge et Renaissance
Le village est donné par le roi Charles le Chauve, en 872, aux moines de l'abbaye Saint-Marcel-lès-Chalon, qui y avaient un établissement. Au XIIIe siècle, une chapelle occupée par des moines servait de couvent ; leur spécialité était de produire du vin de consommation courante et depuis ce lieu-dit s'appelle l'Hermitage.

### Période moderne
Claude Courtépée faisait l'éloge du vin d'aligoté de Bouzeron.

### Période contemporaine
Le village a été marqué par la Seconde Guerre mondiale parce qu'il était situé près de la ligne de démarcation et qu'il y avait une activité de résistance par des passages clandestins.
La création de l'AOC « bourgogne aligoté de Bouzeron » est décidée par trois viticulteurs (M. Chanzy, M. Chemorin et M. Cogny) en 1974. L'appellation aligoté est décrétée en 1979, ce qui augmente les prix. Ainsi les vignes en plaine sont supprimées afin de favoriser les vignes en coteaux. Ensuite les viticulteurs du village demandent l'appellation aligoté de Bouzeron à l'INAO. En 1997 ils obtiennent la reconnaissance de l'AOC Bouzeron qui devient ainsi la cinquième appellation de la Côte chalonnaise, mais la première et la seule appellation villages reconnue en France pour le cépages des aligotés.
Avec la canicule de 2003, les vendanges débutent pour certains domaines cette année-là à la mi-août, soit avec un mois d'avance, des vendanges très précoces, jamais vues depuis 1422 et 1865 d'après les archives.

## Politique et administration

### Administration municipale
Bouzeron dépend de la sous-préfecture de Saône-et-Loire à Chalon-sur-Saône. Le conseil municipal est composé de 11 membres conformément à l’article L2121-2 du Code général des collectivités territoriales. À l'issue des élections municipales de 2008, Claude Gay a été réélu maire de la commune.

### Listes des maires
| Période                                  | Période   | Identité                    | Étiquette | Qualité                                      |
| ---------------------------------------- | --------- | --------------------------- | --------- | -------------------------------------------- |
| Les données manquantes sont à compléter. |           |                             |           |                                              |
| 1935                                     | mai 1995  | France Lechenault           | PRG       | Ancien sénateur et ancien conseiller général |
| juin 1995                                | mars 2001 | Claudette Brunet-Lechenault | PRG       | Conseiller général du canton de Chagny       |
| mars 2001                                | mars 2008 | Aubert de Villaine          |           | Propriétaire du domaine de la Romanée-Conti  |
| mars 2008                                |           | Claude Gay                  |           |                                              |

### Canton et intercommunalité
Cette commune fait partie du canton de Chagny, comptant presque 15 000 habitants en 1999. Claudette Brunet-Leschenault est conseiller général de ce canton depuis 1998. Depuis le 1er janvier 2017, la commune fait partie de la communauté d'agglomération du Grand Chalon.

### Instance judiciaire et administrative
Dans le domaine judiciaire, la commune dépend aussi[Quoi ?] de la commune de Chalon-sur-Saône qui possède un tribunal d'instance et un tribunal de grande instance, d'un tribunal de commerce et d'un conseil des prud'hommes. Pour le deuxième degré de juridiction, elle dépend de la cour d'appel et de la cour administrative d'appel de Dijon.

## Population et société

### Démographie

#### Évolution démographique
L'évolution du nombre d'habitants est connue à travers les recensements de la population effectués dans la commune depuis 1793. Pour les communes de moins de 10 000 habitants, une enquête de recensement portant sur toute la population est réalisée tous les cinq ans, les populations de référence des années intermédiaires étant quant à elles estimées par interpolation ou extrapolation. Pour la commune, le premier recensement exhaustif entrant dans le cadre du nouveau dispositif a été réalisé en 2008.

En 2022, la commune comptait 134 habitants, en évolution de −4,96 % par rapport à 2016 (Saône-et-Loire : −1,06 %, France hors Mayotte : +2,11 %).
| 1793 | 1800 | 1806 | 1821 | 1831 | 1836 | 1841 | 1846 | 1851 |
| ---- | ---- | ---- | ---- | ---- | ---- | ---- | ---- | ---- |
| 160  | 161  | 159  | 157  | 169  | 207  | 188  | 201  | 193  |

| 1856 | 1861 | 1866 | 1872 | 1876 | 1881 | 1886 | 1891 | 1896 |
| ---- | ---- | ---- | ---- | ---- | ---- | ---- | ---- | ---- |
| 200  | 210  | 233  | 225  | 217  | 220  | 280  | 276  | 218  |

| 1901 | 1906 | 1911 | 1921 | 1926 | 1931 | 1936 | 1946 | 1954 |
| ---- | ---- | ---- | ---- | ---- | ---- | ---- | ---- | ---- |
| 226  | 233  | 196  | 184  | 203  | 218  | 180  | 209  | 197  |

| 1962 | 1968 | 1975 | 1982 | 1990 | 1999 | 2006 | 2008 | 2013 |
| ---- | ---- | ---- | ---- | ---- | ---- | ---- | ---- | ---- |
| 225  | 198  | 151  | 153  | 164  | 145  | 150  | 152  | 145  |

| 2018 | 2022 | - | - | - | - | - | - | - |
| ---- | ---- | - | - | - | - | - | - | - |
| 133  | 134  | - | - | - | - | - | - | - |

### Enseignement
Il n'y a plus d'école primaire depuis 1986. Les écoles (primaires et secondaires) les plus proches se situent à Chagny.

### Santé
Il n'y a pas de médecin dans le village. L’hôpital le plus proche se trouve à Chagny.

### Cultes
Le culte catholique est pratiqué dans l'église de la commune, les offices ont lieu en alternance avec d'autres paroisses.

### Sports
Le sentier balisé permet la pratique de la randonnée.

Les vignobles de la côte chalonnaise.

## Économie

### Vignoble
Village viticole unique en France, car le seul en appellation village Aligoté. Sa superficie de production est de 60 hectares de vignes, exclusivement en vins blancs (cépage aligoté), mais sans premier cru. Il y a 17 exploitations viticoles qui produisent cette appellation, dont cinq sont situées sur la commune de Bouzeron.

## Culture locale et patrimoine

### Lieux et monuments
- Église Saint-Marcel, du XIIe siècle, au parvis formé par des dalles funéraires.
- Vestiges du couvent au lieu-dit Clos des Moines.
- Camp dit romain de la montagne de l'Hermitage.
- Un lavoir et une fontaine du XIXe siècle.
- Maisons à toits bourguignons.
- Un phare aéronautique qui servait à la signalisation des avions, et qui a été remplacé par une antenne de télévision, il y a environ soixante ans.
- En haut d'une colline, à mi-côte : deux bornes armoriées du XVe siècle servant de limite aux baronnies de Monton et de Bouzeron, avec armes gravées sur chaque face (classées MH en 1915).

### Patrimoine local
L'ODG de Bouzeron organise chaque année, début avril la « Fête du Bouzeron et du persillé » ou il y a l'alliance du vin et du jambon persillé avec dégustations des vins de Bouzeron, et restauration avec ce type de charcuteries.

### Personnalités liées à la commune
- France Lechenault, radical de gauche, maire de Bouzeron de 1935 à 1995, conseiller général de 1945 à 1988, sénateur de Saône-et-Loire de 1977 à 1986.
- Aubert de Villaine, viticulteur de notoriété internationale et maire de Bouzeron de 2001 à 2008.

## Pour approfondir